# OPTICAL SUNRISE
『スペクトラム2 OPTICAL SUNRISE』（スペクトラムツー オプティカル・サンライズ）は、1980年3月5日にビクター音楽産業（現・ビクターエンタテインメント）から発売されたスペクトラムのアルバム。

## 概要
前作『SPECTRUM』の最後の曲の末尾が冒頭に挿入され、それが終わると同時に曲がスタート。このように前作から繋がる構成は『SECOND NAVIGATION』まで踏襲されることになる。
全曲がベスト・アルバム『スペクトラム伝説』『GOLDEN☆BEST スペクトラム』に収録されている。前者では一部の曲は別バージョンや別編集になっているが、後者は前作から繋がる部分がカットされた以外は本作とまったく同じ内容になっている。

## 収録曲
| 全作曲・編曲: スペクトラム。 |                                       |          |              |
| #                            | タイトル                              | 作詞     | 作曲・編曲   |
| 1.                           | 「モーション (MOTION)」               | 桑田佳祐 | スペクトラム |
| 2.                           | 「F・L・Y」                           | Mabo     | スペクトラム |
| 3.                           | 「侍S」                               | -        | スペクトラム |
| 4.                           | 「イン・ザ・スペース (IN THE SPACE)」 | 宮下康仁 | スペクトラム |

| 全作曲・編曲: スペクトラム。 |                                     |          |              |
| #                            | タイトル                            | 作詞     | 作曲・編曲   |
| 5.                           | 「ミーチャン GOING TO THE HOIKUEN」 | -        | スペクトラム |
| 6.                           | 「ソング (SONG)」                   | 宮下康仁 | スペクトラム |
| 7.                           | 「サンライズ (SUNRISE)」            | 山川啓介 | スペクトラム |

| 全作曲・編曲: スペクトラム。 |                                        |          |              |      |
| #                            | タイトル                               | 作詞     | 作曲・編曲   | 時間 |
| 8.                           | 「イン・ザ・スペース」(Single Version) | 宮下康仁 | スペクトラム | 3:48 |
| 9.                           | 「アクトショー」(Live)                 | 宮下康仁 | スペクトラム | 4:07 |
| 10.                          | 「サンライズ」(Single Version)         | 山川啓介 | スペクトラム | 3:47 |

## 曲解説
1. モーション (MOTION)
新田一郎と西慎嗣のユニゾン。桑田佳祐が手掛けた歌詞はフルコーラスでわずか10行に過ぎないが、イントロや間奏が長い。冒頭の新田一郎による不思議な音色のハイノートは「トロンペット（バルブトロンボーンにトランペットのマウスピースを付けたもの）」によるもの。キックボクサーのロブ・カーマンの日本での入場曲にも使われた。
2. F・L・Y
同時にシングルでも発売された。作詞のMaboは篠塚満由美のペンネーム[2]。
3. 侍S
スペクトラムを代表するインストゥルメンタル。ライブの山場で、メンバー各自のソロが披露される。
4. イン・ザ・スペース (IN THE SPACE)
2枚目のシングルとして発売され、ヒットした曲。テクニクス（ ≒ 松下電器産業、現・パナソニック）のコンポーネント・ステレオ『THE SPACE』のテレビCMに使用された。この曲の別テイクを元に、新田一郎の『スペース・アンリミテッド』が制作された。またTHE SPACE発売時に、販促アルバムとして『THE SPACE』（非売品）が付いていた。内容はスペクトラムのベスト曲5曲がA面、スターウォーズのテーマ等のシンセサイザーアレンジ曲5曲（演奏：スターシップ・シンセサイザ・オーケストラ名義）がB面に収録されている。
5. ミーチャン GOING TO THE HOIKUEN
フリューゲル・ホーンの柔らかな音色と、曲間のミーチャンとメンバーの会話が特徴的な曲。ミーチャンとは、当時の所属事務所アミューズの大里洋吉社長の娘。解散コンサートの時は小学生で、リミックス盤では高校生になっていた。この曲は、毎日放送の深夜番組『夜はクネクネ』、中京テレビの深夜番組『ラジごめII金曜日の王様』、TBSラジオ『ザ・ヒットパレード ～毎日がベストテン～』、RCCラジオ『あっちゃんの青春ING』等、数多くの番組でオープニングテーマ曲として使われた（『金曜日の王様』版ではさらに『モーション』のイントロ箇所で使われている銅鑼の音もサンプリングされていた）。
6. ソング (SONG)
7. サンライズ (SUNRISE)
この曲のイントロと間奏部分がプロレスラーのスタン・ハンセンの全日本プロレス参戦時の入場テーマ曲として使用された[3]（スタン・ハンセン#入場テーマ曲を参照）。現在もバラエティ番組等での乱闘シーンに使用されることが多い（2015年1月21日に放送されたテレビ番組『水曜日のダウンタウン』ではテレビ番組のBGMを選曲している音響効果30人にテレビ番組でよく使われるBGMランキング15を選出した企画で1位となった）。また、高校野球の応援曲にも使用されることがある。なお、アルバムバージョンは「イントロ（長尺版） - 1番 - 2番 - 間奏（長尺版） - 3番 - サビの繰り返し（長尺版） - コーダ」という形になっているが、シングルでは「イントロ（短縮版） - 1番 - 3番 - 間奏（短縮版） - サビの繰り返し（短縮版、そのままフェードアウト）」という形になっている。スタン・ハンセンが使用したのはアルバムバージョン。
8. イン・ザ・スペース (Single Version)
イントロの長さや間奏のブラスの演奏、最後の歌詞、フェードアウトのタイミングがアルバムバージョンと異なる。
9. アクトショー (Live)
「イン・ザ・スペース」のB面。1979年9月12日にビクター第一スタジオで行われたライブからの収録[4]。イントロやAメロがスタジオバージョンより短い。そのため、Aメロの歌詞は一部省略されている。エンディングのボーカルや演奏もスタジオバージョンとは異なる。
10. サンライズ (Single Version)
前述の理由により、アルバムバージョンと比べて大幅に短くなっている。